# Heiligenschein

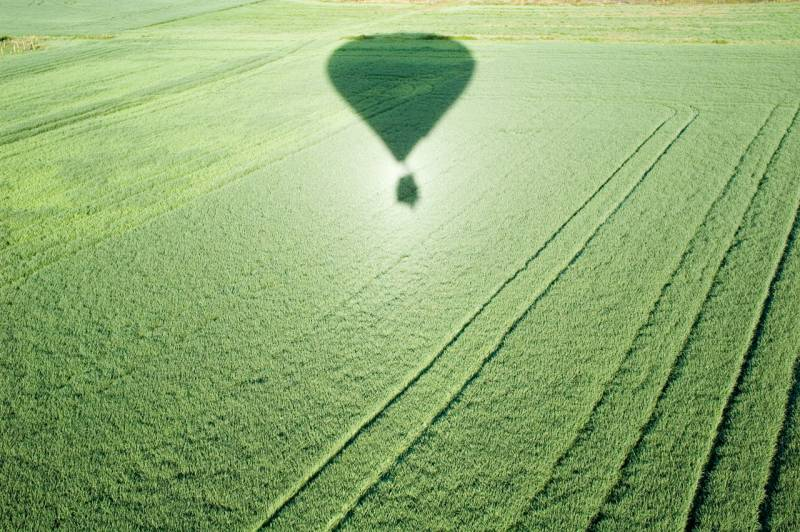
Heiligenschein intorno all'ombra di una mongolfiera in un campo nell'Oxfordshire.

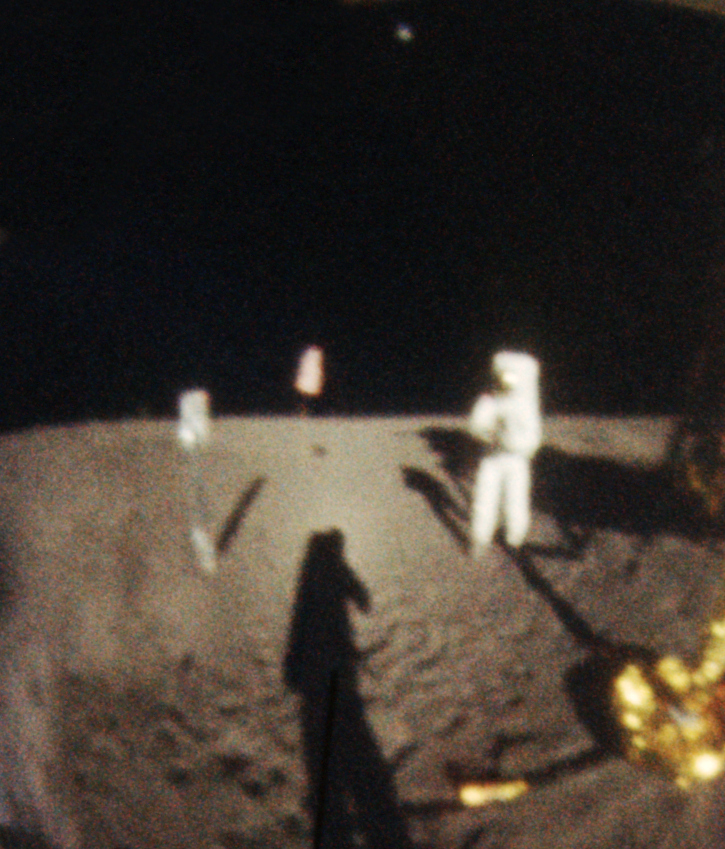
Heiligenschein intorno alla testa in ombra di Buzz Aldrin a causa delle estreme proprietà retroriflettenti della regolite lunare. Si tratta di una stretta di riflessione nella visiera di Aldrin, La figura bianca a destra è Neil Armstrong.

Heiligenschein (tedesco per "alone" o "aureola", pronunciato [haɪlɪɡənˌʃaɪn])  è un fenomeno ottico che crea un punto luminoso intorno all'ombra della testa dello spettatore, simile all'alone.
Durante le mattinate serene, può capitare che intorno alla testa delle persone sia visibile un alone luminoso chiamato Heiligenschein (dal tedesco "splendore dei santi"). Questo si verifica quando una superficie (generalmente erbosa) è coperta da rugiada e le goccioline sono disposte in modo da focalizzare un'immagine ingrandita del Sole sui fili dell'erba, che si riflette sulla figura opposta all'erba creando un alone luminoso intorno a essa. Simile è il fenomeno dell'aureola sull'acqua, che avviene quando una superficie acquosa increspata focalizza i raggi del Sole creando raggi luminosi che si irradiano dall'ombra della testa dell'osservatore.